# Bukovica (Resetár)
Bukovica (1910-től 1981-ig Mala Bukovica) falu Horvátországban, Bród-Szávamente megyében. Közigazgatásilag Resetárhoz tartozik.

## Fekvése
Bródtól légvonalban 47, közúton 59 km-re nyugatra, Pozsegától   légvonalban 19, közúton 34 km-re délnyugatra, községközpontjától 3 km-re északra, Nyugat-Szlavóniában, a Pozsegai-hegység délnyugati lejtőin, a Fošnik-patak mentén fekszik.

## Története
A települést a 18. század közepén a baćin doli Bartolović család alapította, amikor a szomszédos településről ide települt át. 1760-ban 4 házában 5 család élt összesen 40 fővel. Valamennyi ház a Bartolović családé volt. 1778-ban már 10 ház állt itt, ahol 13 családban 69 fő lakott. Kezdetben szétszórt település volt, melynek néhány háza Baćin Dol, más házai pedig Resetár közelében álltak.
Az első katonai felmérés térképén „Bukovicza” néven Baćin Dol részeként található. 1787-ben Mali Baćinnak nevezték. Ekkor 10 ház állt itt 19 családdal és 86 fővel.
1857-ben 66, 1910-ben 119 lakosa volt. Az 1910-es népszámlálás szerint lakosságának 78%-a horvát, 21%-a olasz anyanyelvű volt. Pozsega vármegye Újgradiskai járásának része volt. Az első világháború után 1918-ban az új szerb-horvát-szlovén állam, majd később (1929-ben) Jugoszlávia része lett. A település 1991-től a független Horvátországhoz tartozik. 1991-ben lakosságának 96%-a horvát nemzetiségű volt. 1993-ban megalakult az önálló Resetár község, melynek része lett. 2011-ben a településnek 152 lakosa volt.

## Lakossága
| Lakosság változása | Lakosság változása | Lakosság változása | Lakosság változása | Lakosság változása | Lakosság változása | Lakosság változása | Lakosság változása | Lakosság változása | Lakosság változása | Lakosság változása | Lakosság változása | Lakosság változása | Lakosság változása | Lakosság változása | Lakosság változása |
| ------------------ | ------------------ | ------------------ | ------------------ | ------------------ | ------------------ | ------------------ | ------------------ | ------------------ | ------------------ | ------------------ | ------------------ | ------------------ | ------------------ | ------------------ | ------------------ |
| 1857               | 1869               | 1880               | 1890               | 1900               | 1910               | 1921               | 1931               | 1948               | 1953               | 1961               | 1971               | 1981               | 1991               | 2001               | 2011               |
| 66                 | 66                 | 65                 | 71                 | 81                 | 119                | 114                | 144                | 196                | 205                | 199                | 207                | 200                | 195                | 180                | 152                |

## Nevezetességei
Szűz Mária születése tiszteletére szentelt kápolnája a szapolyai Keresztelő Szent János plébánia filiája.